# Линда Чэпмен
Чэпмен, Линда (англ.  Linda Anne Chapman, 1969, Ливерпуль, Великобритания) - английская детская писательница.
Более всего известна своими фантастическими книгами о единорогах, русалках и магии для младшего возраста, которые выпускает под своим настоящим именем. Кроме того, писательница сочиняет рассказы для мальчиков, которые составляют серию "Superpowers" и публикует их под псевдонимом Alex Cross. Некоторыми другими аллонимами и псевдонимами Линды Чэпмен являются: Lucy Daniels (книжная серия "Animal Ark"), Jenny Dale (книжная серия "Puppy Patrol / Щенячий патруль"), Katie Chase (серия "Little Princesses"), Daisy Meadows (серия "Rainbow Magic"), и Lauren Brooke (серия "Chestnut Hill").  Иногда эти литературные маски скрывают совместную работу нескольких человек, в числе которых сама Линда.
Линда Чэпмен написала более 120 книг для детей и юношества.
На момент написания этой статьи (11 ноября 2011) писательница живет в Лестершире со своим мужем, тремя детьми и двумя собаками.
Прежде, чем полностью переключиться на написание книг, Линда перепробовала множество профессий: учитель, театральный режиссёр, няня, дрессировщица собак, учительница в школьном драмкружке. Автор потратила 7 лет в попытках опубликовать свою первую книгу. Когда у неё это получилось, новые работы не переставали появляться на полках книжных магазинов. Первая книга называлась "Bunny Bonanza" и вышла в 1999 году.

## Романы
- Bright Lights (2003)
- Centre Stage (Продолжение Bright Lights) (2004)
- The Last Phoenix (вместе с Stephen Cole) (2010)

## Серии
- My Secret Unicorn
- Stardust
- Not Quite a Mermaid
- Unicorn School
- Genie (with Steve Cole)
- Sky Horses
- Skating School
- Loving Spirit
- Sophie and the Shadow Woods (в соавторстве с Lee Weatherly)

### От имени Jenny Dale
- Puppy Patrol (Щенячий патруль)

### От имени Alex Cliff
- Superpowers

### От имени Daisy Meadows
(вместе с Sue Bentley, Narinder Dhami, и Sue Mongredien)
- Rainbow Magic

Линда Чэпмен даёт совет начинающим авторам:

«Всегда пишите о том, что вам самим хотелось бы прочитать. Путь это будет увлекательно, если вы разбиваете книгу на главы, пусть каждая глава заканчивается на самом интересном месте. Попытайтесь показать читателю, что происходит у героя в голове. Описывайте всё происходящее так, будто вы смотрите фильм. Когда я пытаюсь придумать новый сюжет, я прежде всего думаю о том, что могло бы случиться такого удивительного и захватывающего, о том, что мне действительно хотелось бы, чтобы произошло.» — http://www.lindachapmanauthor.co.uk/about.htm#qa